# Prostituição em animais

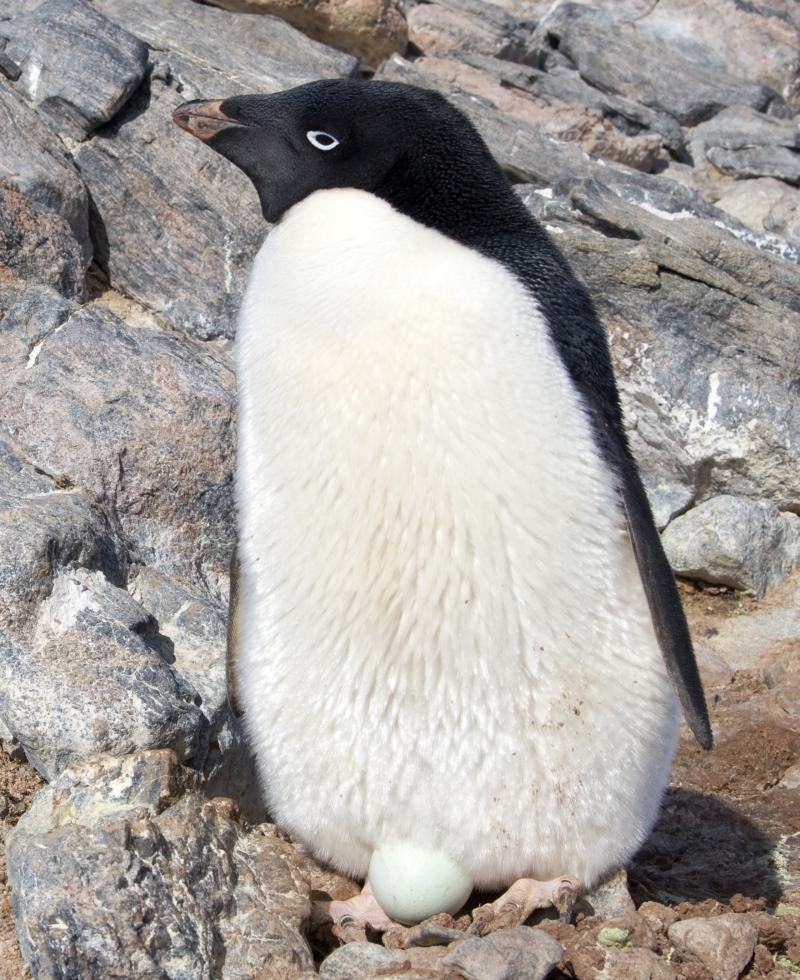
Pinguim-de-adélia

Prostituição em animais é um suposto fenômeno no qual animais não-humanos praticariam sexo transacional, ou seja, copulariam com a intenção de obter algum benefício prático em troca, em vez de copularem apenas por instinto de procriação.
Alguns estudos têm sido usados para promover a ideia de que a prostituição existe em diferentes espécies de animais como em pinguins-de-adélia, chimpanzés e em Macaca fascicularis.
Os pinguins usam pedras para construir os seus ninhos. Baseadas num estudo de 1998, notícias nos meios de comunicação afirmavam que a falta de pedras levava as fêmeas de pinguim-de-adélia a trocar sexo por pedras. Monogâmicas, as fêmeas de pinguins já ligadas a um macho copulam com machos que não são o seu par (e que comandam outros espaços contendo pedras) e depois levam seixos para os seus próprios ninhos.
Chimpanzés que parecem trocar comida por sexo também são por alguns como estando a desenvolver prostituição.